# OK Liga 2012-2013
L'OK Liga 2012-2013 è stata la 44ª edizione del torneo di primo livello del campionato spagnolo di hockey su pista; disputato tra il 5 ottobre 2012 e il 15 giugno 2013 si è concluso con la vittoria del Liceo La Coruña, al suo settimo titolo.

## Stagione

### Formula
L'OK Liga 2012-2013 vide ai nastri di partenza sedici club; la manifestazione fu organizzata con un girone all'italiana, con gare di andata e ritorno per un totale di 30 giornate: erano assegnati tre punti per l'incontro vinto, un punto a testa per l'incontro pareggiato e zero la sconfitta. Al termine della stagione regolare la vincitrice venne proclamata campione di Spagna. Le squadre classificate dal quattordicesimo al sedicesimo posto retrocedettero direttamente in Primera División, il secondo livello del campionato.

## Classifica finale
|                   | Pos. | Squadra         | Pt | G  | V  | N | P  | GF  | GS  | DR  |
| ----------------- | ---- | --------------- | -- | -- | -- | - | -- | --- | --- | --- |
| Spagna (bandiera) | 1.   | Liceo La Coruña | 76 | 30 | 24 | 4 | 2  | 160 | 80  | +80 |
|                   | 2.   | Barcellona      | 75 | 30 | 24 | 3 | 3  | 155 | 59  | +96 |
|                   | 3.   | Vendrell        | 59 | 30 | 19 | 2 | 9  | 127 | 95  | +32 |
|                   | 4.   | Reus Deportiu   | 54 | 30 | 17 | 3 | 10 | 144 | 112 | +32 |
|                   | 5.   | Vic             | 52 | 30 | 15 | 7 | 8  | 109 | 73  | +36 |
|                   | 6.   | Noia            | 47 | 30 | 14 | 5 | 11 | 103 | 104 | -1  |
|                   | 7.   | Lleida          | 43 | 30 | 13 | 4 | 13 | 103 | 112 | -9  |
|                   | 8.   | Voltregà        | 39 | 30 | 12 | 3 | 15 | 96  | 104 | -8  |
|                   | 9.   | Igualada        | 39 | 30 | 12 | 3 | 15 | 107 | 115 | -8  |
|                   | 10.  | Lloret          | 37 | 30 | 11 | 4 | 15 | 130 | 130 | 0   |
|                   | 11.  | Blanes          | 34 | 30 | 9  | 7 | 14 | 94  | 101 | -7  |
|                   | 12.  | Vilanova        | 34 | 30 | 11 | 1 | 18 | 115 | 154 | -39 |
|                   | 13.  | Calafell        | 33 | 30 | 9  | 6 | 15 | 98  | 126 | -28 |
|                   | 14.  | Maçanet         | 33 | 30 | 10 | 3 | 17 | 95  | 125 | -30 |
|                   | 15.  | Sant Feliu      | 22 | 30 | 6  | 4 | 20 | 79  | 140 | -61 |
|                   | 16.  | PAS Alcoy       | 13 | 30 | 4  | 1 | 25 | 70  | 155 | -85 |

Legenda:
  Vincitore della Coppa del Re 2013.
      Campione di Spagna e ammessa all'Eurolega 2013-2014.
      Ammesse all'Eurolega 2013-2014.
      Ammesse in Coppa CERS 2013-2014.
      Retrocesse in Primera División 2013-2014.
Note:
Tre punti a vittoria, uno a pareggio, zero a sconfitta.